# Amazonas 3
Amazonas 3 és un satèl·lit de comunicacions basat la plataforma per a satèl·lits LS-1300 i propietat de l'empresa espanyola "Grup Hispasat" (Madrid). Va ser enviat a l'espai a bord d'una llançadora Ariane 5 el 7 de febrer de 2013, amb una massa de llançament de 6265 kg. Proporcionarà serveis de banda C i Ku a Brasil per a una empresa conjunta d'Hispasat i la companyia brasilera de telecomunicacions Oi.